# 斯通福特鎮區 (伊利諾伊州薩林縣)
斯通福特鎮區（英語：Stone Fort Township）是位於美國伊利諾伊州薩林縣的一個行政鎮區。

## 地方資料
根據2010年美國人口普查的數據，斯通福特鎮區的面積為46.00平方千米，當中陸地面積為45.50平方千米，而水域面積為0.50平方千米。當地共有人口408人，而人口密度為每平方千米8.87人。